# Affaire des Irlandais de Vincennes
L’affaire des Irlandais de Vincennes est une affaire politique majeure du premier septennat de François Mitterrand.

## Contexte

### Un climat tendu après l'attentat de la rue des Rosiers
L’été 1982 en France est marqué par sept attentats terroristes, soit anonymes, soit revendiqués par Action directe ou le groupe arménien « Orly ». Le 9 août 1982, vers 13 heures, se déroule l’attentat antisémite de la rue des Rosiers, non revendiqué : un homme jette une grenade à l’intérieur du restaurant Goldenberg puis un commando de quatre à cinq hommes descend la rue des Rosiers à Paris en tirant dans la foule. On dénombre six morts et vingt-deux blessés.

### La mise en place d'une cellule anti-terroriste à l’Élysée
Pour réagir contre le terrorisme, le président de la république, François Mitterrand, crée un secrétariat d’État à la Sécurité publique confié à Joseph Franceschi, et une « mission de coordination, d’information et d’action contre le terrorisme », bientôt surnommée « cellule anti-terroriste », rattachée directement à sa personne, et dirigée par le commandant du GIGN, Christian Prouteau, qui sera ensuite également chargé de la constitution et de la direction du GSPR assurant la protection rapprochée du président François Mitterrand, de sa famille ainsi que de sa fille cachée Mazarine Pingeot.
Prouteau, promu en dehors des hiérarchies officielles, se heurte rapidement aux autres services de sécurité qui refusent de collaborer avec la cellule élyséenne, laquelle se révèle être un service opérationnel sans médiation ni contrôle. Il parvient à recruter des amis, dont trois commissaires de police : Jean Orluc, commissaire divisionnaire des Renseignements généraux, Pierre-Yves Gilleron, de la Direction de la Surveillance du territoire, et Charles Pellegrini, chef de l’Office central de répression du banditisme chargé de la liaison avec la DGSE.

## Les faits
Bernard Jégat, sympathisant des causes tiers-mondistes et de la cause irlandaise, héberge à Paris des membres de l’Irish National Liberation Army et leur cache des armes. Il croit reconnaître Michael Plunkett et un autre Irlandais dans les portraits-robots des tueurs diffusés par la presse. Épouvanté par cet attentat judéophobe, il va se confier à Jean Daniel, directeur du Nouvel Observateur. Ce dernier avertit le secrétaire général de l’Élysée, Jean-Louis Bianco, et confie le sujet ainsi que son informateur à deux de ses journalistes, Pierre Blanchet et Élisabeth Schemla. Cette dernière dirige Bernard Jégat vers le capitaine Paul Barril, officier en second de la cellule antiterroriste à l’Élysée, qu’elle connaît depuis quelques mois. Bernard Jégat dénonce les membres de l'IRA au capitaine Paul Barril et lui remet les armes (notamment des explosifs) ainsi que les documents qui lui avaient été confiés par Plunkett un an auparavant. 
Les Irlandais logent dans un appartement de cinq pièces au 82 rue Diderot à Vincennes où demeure Michael Plunkett, soupçonné, lui et ses compagnons irlandais, d’appartenir à l’IRA. Le 28 août 1982, à 21 h 30, les membres ou anciens membres du GIGN en civil, emmenés par le capitaine Paul Barril, cernent l’appartement. Stephen King, le premier Irlandais, qui descend des escaliers pour aller faire des courses, est interpellé. Puis quelques heures plus tard les agents arrêtent Plunkett dans les escaliers alors qu’il revient à l’appartement. La troisième personne, Mary Reid, petite amie de Plunkett, est également interpellée à son retour, un enfant de neuf ans avec elle. Les trois Irlandais sont fichés par Scotland Yard comme membres de l’Irish National Liberation Army. 
La perquisition qui suit l’interpellation est menée par le commandant de la brigade de gendarmerie de Vincennes, Jean-Michel Beau. Les gendarmes font une prise d’explosifs et d’armes de gros calibre, mais cette perquisition, qui a lieu en l'absence des interpellés, est entachée de nombreuses irrégularités (pas de relevé d’empreinte, des armes à feu non répertoriées, des photos floues, perquisition menée sans la présence d'un officier de police judiciaire, versions contradictoires des membres du GIGN sur l’emplacement exact des explosifs trouvés, signature des procès-verbaux par le major José Windels qui n'a pourtant pas assisté au début de la perquisition menée par les hommes de Barril).

## Judiciarisation
Au cours de l'instruction judiciaire menée par le magistrat Alain Verleene, Pierre Caudan, le gendarme de la brigade de Vincennes ayant participé à la perquisition, révèle avoir reçu des ordres « afin de dissimuler un certain nombre de points » et accable Barril. Bernard Jégat affirme que Barril s'est emparé de ses explosifs pour les placer dans l'appartement de Vincennes. Les enquêtes judiciaire et journalistique mettent en évidence que, sur fond d'antagonisme entre la police et la gendarmerie, les gendarmes ont apporté eux-mêmes des explosifs dans l'appartement de Vincennes et ont tenté de maquiller les failles de leur scénario. Après neuf mois de détention sur les motifs d'inculpation de « détention illégale d'armes, de munitions et d'explosifs, recel et usage de faux documents administratifs », ainsi que d'« association de malfaiteurs », les « Irlandais de Vincennes » sont finalement libérés le 20 mai 1983. Ils bénéficient par la suite d'un non-lieu et reçoivent 1 franc de dommages et intérêts.
Le procès des gendarmes inculpés dans cette affaire s'ouvre le 24 juin 1991 devant la 17e chambre du tribunal correctionnel de Paris. Le 24 septembre, le lieutenant-colonel Jean-Michel Beau et Christian Prouteau sont condamnés en première instance à la même peine : quinze mois de prison avec sursis, le premier pour « subornation de témoins », le second pour complicité du même délit, tandis que Jégat est condamné à quinze mois de prison avec sursis pour « détention d'armes, de munitions et d'armes explosives ». Le 15 janvier 1992, Prouteau est finalement relaxé en appel (la cour estimant que le commandement effectif de l'opération était assuré par le capitaine Barril et non par le commandant du GIGN, Prouteau) alors que Jean-Michel Beau, le dénonciateur des manipulations[pas clair], est condamné à un an de prison avec sursis et 6 000 francs d'amende. Le 25 février 1992, la cour d’appel de Paris dispense de peine Jégat. Le 3 août 1992, quelques jours avant la prescription de l'instruction, Me Antoine Comte, l’avocat de Plunkett et de Mary Reid, dépose plainte contre X pour attentat à la liberté et faux en écritures publiques, mettant en cause Barril. Le juge Yves Madre de Versailles mène l'instruction pendant plusieurs années et met en examen Barril le 4 avril 2001 pour « atteinte à la liberté individuelle ». Le 23 janvier 2002, la chambre d'instruction de la cour d'appel de Versailles annule l'ensemble de la procédure, en raison d'un paiement de caution hors délai, estimant par conséquent que la plainte de 1992 est irrecevable ; Paul Barril échappe ainsi à toute poursuite.

## Postérité
Cette affaire fait grand bruit au début du premier mandat de François Mitterrand, notamment du fait que le Président nouvellement élu avait fait appel aux gendarmes du GIGN pour composer sa Garde présidentielle, contrairement à ses prédécesseurs, qui employaient des policiers. L'affaire des « Irlandais de Vincennes » est donc devenue celle des « gendarmes de l'Élysée ».

## Documentaire télévisé
- L'Affaire des Irlandais de Vincennes, documentaire de Pierre Péan et Christophe Nick, France 2, 1996.

## Émissions radiophoniques
- « Les Irlandais de Vincennes : l’esbroufe des mousquetaires de l’Élysée », Affaires sensibles, émission de radio, Fabrice Drouelle, France Inter, 2014.
- « L’affaire des Irlandais de Vincennes » le 20 novembre 2015 dans L'Heure du crime de Jacques Pradel sur RTL.
- « Les Irlandais de Vincennes » le 30 novembre 2016 dans Hondelatte raconte  de Christophe Hondelatte sur Europe 1.